# Marie-Pierre Kœnig
Marie-Pierre Kœnig (Caen, 10 ottobre 1898 – Neuilly-sur-Seine, 2 settembre 1970) è stato un generale e politico francese.
Eroe della seconda guerra mondiale, è noto soprattutto per il suo ruolo di comandante della 1ª Brigata francese libera durante la battaglia di Bir Hakeim (Libia), avvenuta dal 26 maggio all'11 giugno 1942 durante la Campagna del Nordafrica, dove la sua unità di 3.700 uomini resistette caparbiamente agli assalti congiunti degli eserciti tedesco e italiano, circa dieci volte più numerosi e dell'Afrika Korps guidata dal generale Erwin Rommel.

## Biografia
Nato da una famiglia d'origine alsaziana, studiò al collége Sainte-Marie e quindi al lycée Malherbe a Caen.
Ottenne il baccalaureato e si arruolò nell'esercito nel 1917. Servì nel 36º Reggimento fanteria di linea; venne nominato aspirante nel febbraio 1918 e raggiunse la sua unità al fronte. Venne promosso sottotenente nello stesso anno.
Era capitano nella Legione straniera quando decise di unirsi alla Francia Libera, nel luglio 1940. A Londra raggiunse Charles de Gaulle e fu promosso colonnello, diventando capo di Stato Maggiore della 1ª Divisione delle forze francesi libere. Nel 1941 partecipò al tentativo di liberazione di Dakar nel corso della battaglia del Gabon, alla battaglia di Cheren e alla campagna di Siria.
Fu quindi promosso generale e prese il comando della 1ª Brigata francese in Egitto, la sua unità fu impegnata nella battaglia di Bir Hakeim, sino a ritirarsi il 19 giugno 1942, con relativamente poche perdite.
In seguito operò come delegato della Francia Libera al quartier generale alleato presso il generale
Eisenhower. Nel 1944 ricevette il comando delle forze francesi partecipanti allo sbarco in Normandia, per poi assumere la guida delle Forces françaises de l'intérieur, o FFI, il raggruppamento delle varie formazioni clandestine operanti nella Francia occupata. Il 21 agosto 1944 de Gaulle lo nominò governatore militare di Parigi.
Dopo la guerra Kœnig divenne comandante dell'esercito francese nella Germania occupata sino al 1949, quindi ispettore generale nel Nord Africa e nel 1950 vicepresidente del Conseil supérieur de la guerre. Dopo la messa a riposo fu deputato per il RPF (in seguito URAS e repubblicano-sociali) per il collegio del Basso Reno, dal 1951 al 1958.
Fu ministro della Difesa e delle Forze armate dal 19 giugno al 14 agosto 1954 nel governo guidato da Pierre Mendès France e dal 23 febbraio al 6 ottobre 1955 nel governo guidato da Edgar Faure.
Dopo la morte fu sepolto al cimitero di Montmartre, e nominato Maresciallo di Francia nel 1984 a titolo postumo da François Mitterrand, divenendo così il quarto generale francese elevato a tale dignità dalla fine della guerra, dopo Jean de Lattre de Tassigny, Philippe Leclerc de Hauteclocque e Alphonse Juin.

## Onorificenze

### Onorificenze straniere
- Medaglia d'oro del Congresso (USA)
- Medaglia della Resistenza (Polonia)